# Sjarhej Hrynewitsch
Sjarhej Hrynewitsch (belarussisch Сяргей Грыневіч englisch Sergey Grinevich; * 25. Februar 1960 in Hrodna) ist ein belarussischer Künstler.

## Leben
Sjarhej Hrynewitsch wurde 1960 in der Weißrussische Sozialistische Sowjetrepublik in der Nähe von Hrodna, wenige Kilometer von der polnischen Grenze, geboren. Bereits mit sechs Jahren trat er als Schüler in die dortige Kunstschule ein. Mit 11 Jahren begann er sein Studium an der Belarussischen Staatlichen Akademie der Künste. Schon während seines Studiums beteiligte er sich an ersten Ausstellungen und im Jahr 1983 schloss er sein Studium erfolgreich ab.

## Werk
Hrynewitsch zählt heute zu den einflussreichsten Künstlern in Belarus. Gemeinsam mit Juri Jacovenko, Valentina Choba, Vladimir Panteleev und Victoria Iliyna ist er Mitglied einer Künstlergruppe. Er kombiniert in seiner Malerei im Sampling-Prinzip Motive aus der Vergangenheit (Bekannte Persönlichkeiten, Militär, banale Alltagsmotive) und transformiert sie in Anwendung der koloristischen und seriellen Prinzipien von Andy Warhol oder in Anlehnung an die plakativ und zeichenhaft verkürzten Bildwelten eines Erik Bulatov und Alex Katz zu ikonischen sozialkritischen Bildern. Seine Kritik wendet sich gegen die allgegenwärtige Konsumwelt, die Macht der Militärs und überkommene religiöse Symbole sowie gegen Umweltzerstörung. Sein Umgang mit der Ikonografie und den Insignien des sozialistischen Realismus geschieht dabei oft auf mehreren Bildebenen und ist häufig ironisch akzentuiert.

## Ausstellungen (Auswahl)

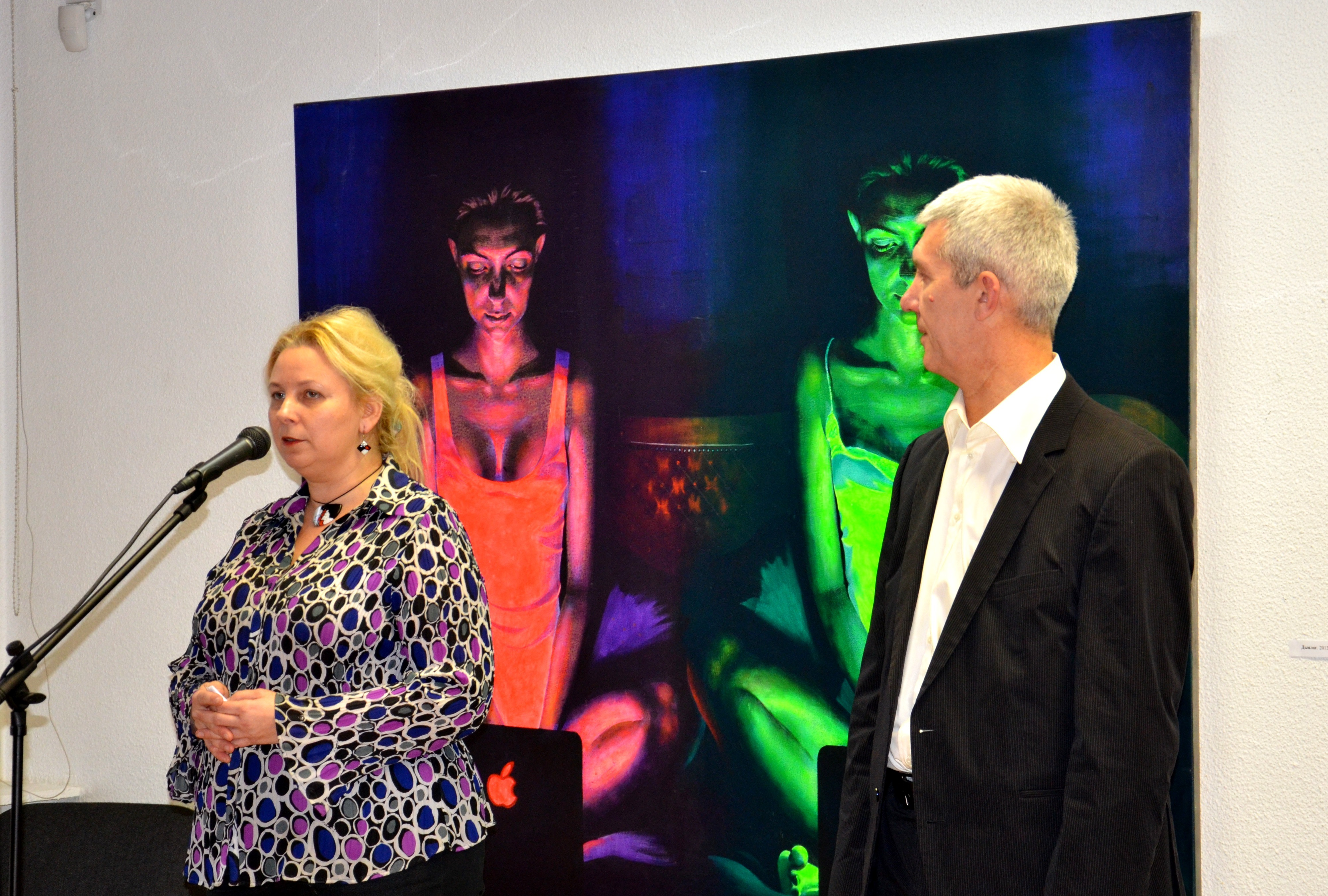
Frau Natalya Sharangovich, die Direktorin von Museum für Moderne Kunst Minsk spricht zur Eröffnung der Ausstellung des Künstlers Sjarhej Hrynewitsch 24. Dezember 2013

Ausstellungen mit Werken von Hrynewitsch fanden unter anderem statt in: Museum Bohdanovich (Grodno), Historical Museum in Grodno, Marc Chagall Center in Vitebsk, Museum of Modern Art (Minsk), „Brama Galleries“ (Warsaw), „Anixis“ (Baden, Switzerland), „Nevsky“ (New York); Municipal Gallery, Utebo, Spain; Center of Fine Arts „Zhylbel“, Minsk, Belarus; Espace Pierre Cardin, Paris; National Museum of Fine Art, Minsk, Belarus; Belarusian Pavilion, BelExpo, Minsk, Belarus; Art-Kyiv contemporary, Kiev, Ukraine; Roth home, Kreuzlingen Switzerland; ArtPalm Beach 2013, Florida, USA.